# Havran (film)
Havran (anglicky:The Raven) je komediálně-hororový americký film režiséra Rogera Cormana z roku 1963. Volně adaptuje báseň Havran Edgara Allana Poea.

## Základní údaje
- Producent: Roger Corman, Samuel Z. Arkoff, James H. Nicholson (American International Pictures)
- Režie: Roger Corman
- Scénář: Richard Matheson
- Předloha: báseň Edgara Allana Poea
- Kamera: Floyd Crosby
- Obsazení: Vincent Price, Peter Lorre, Boris Karloff, Jack Nicholson, Hazel Court, Oliver Sturgess